# Сент-Аман (Шаранта)
Сент-Ама́н (фр. Saint-Amant), ранее — Сент-Аман-де-Монморо (фр. Saint-Amant-de-Montmoreau) — коммуна во Франции, находится в регионе Пуату — Шаранта. Департамент — Шаранта. Входит в состав кантона Монморо-Сен-Сибар. Округ коммуны — Ангулем.
Код INSEE коммуны — 16294.
Коммуна расположена приблизительно в 420 км к юго-западу от Парижа, в 135 км южнее Пуатье, в 29 км к югу от Ангулема.

## Население
Население коммуны на 2008 год составляло 674 человека.
| 1962 | 1968 | 1975 | 1982 | 1990 | 1999 | 2008 |
| ---- | ---- | ---- | ---- | ---- | ---- | ---- |
| 663  | 631  | 603  | 660  | 665  | 646  | 674  |

## Экономика
В 2007 году среди 413 человек в трудоспособном возрасте (15—64 лет) 300 были экономически активными, 113 — неактивными (показатель активности — 72,6 %, в 1999 году было 70,5 %). Из 300 активных работали 275 человек (146 мужчин и 129 женщин), безработных было 25 (11 мужчин и 14 женщин). Среди 113 неактивных 25 человек были учениками или студентами, 53 — пенсионерами, 35 были неактивными по другим причинам.

## Фотогалерея

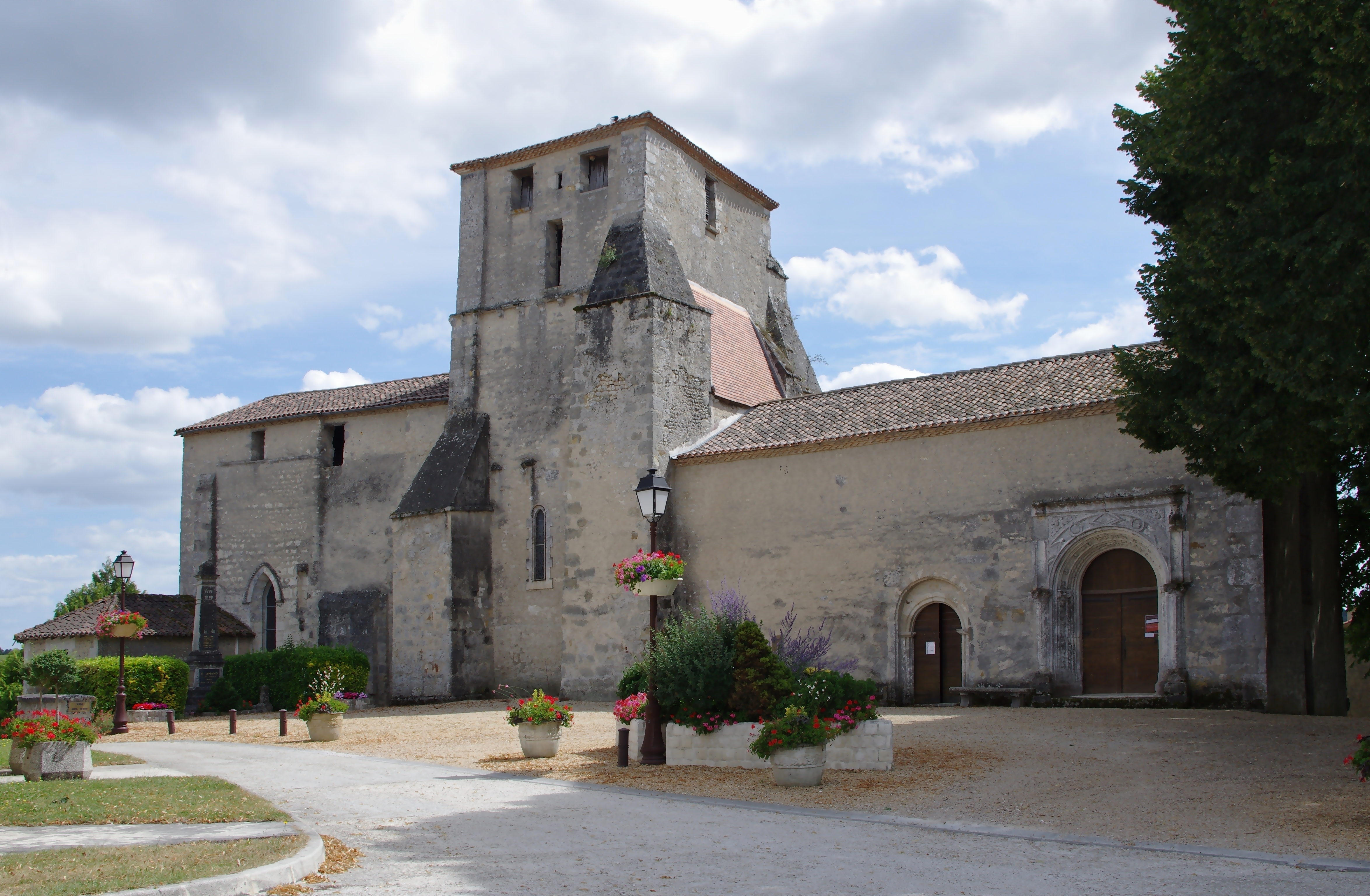
Церковь Сент-Аман
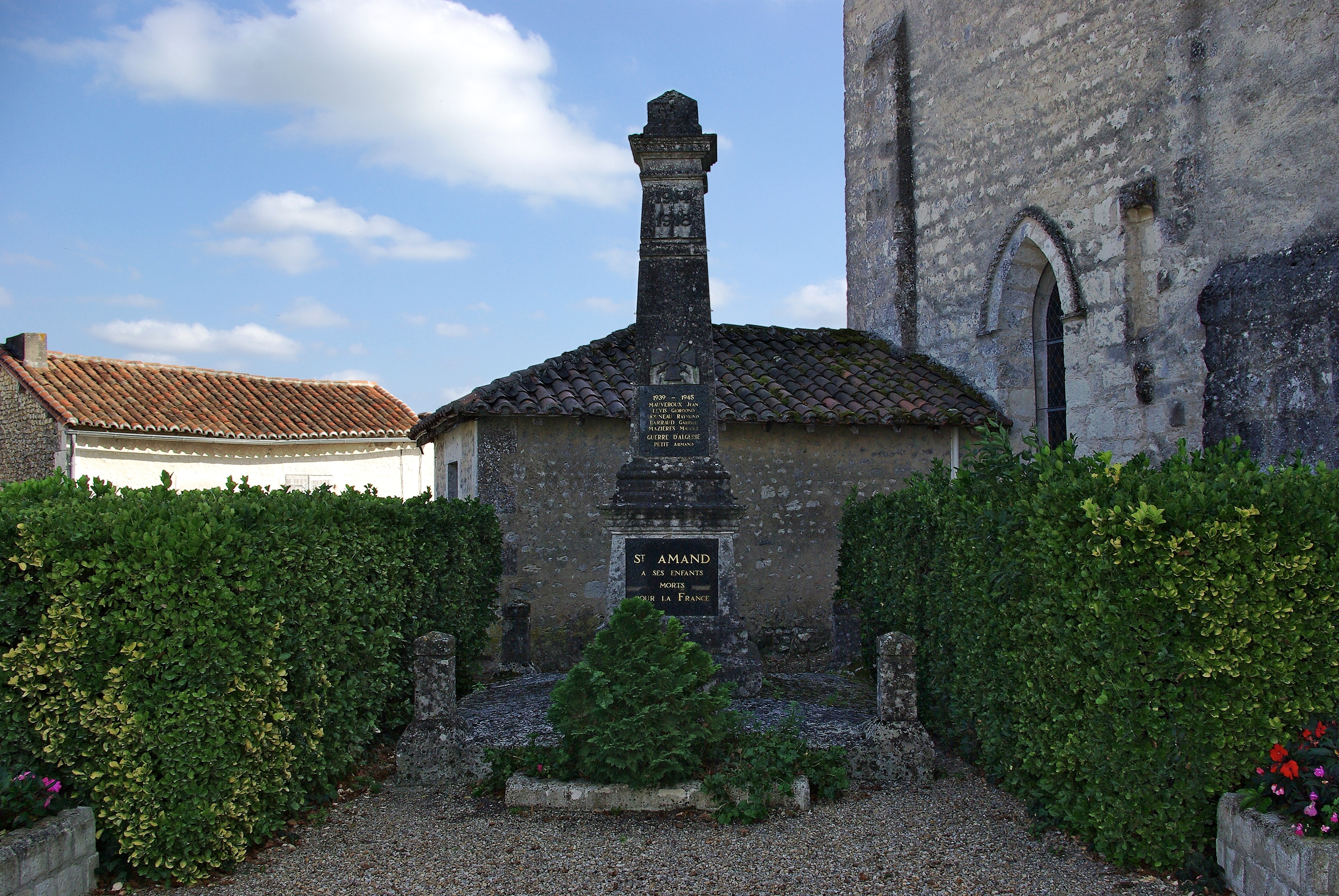
Военный мемориал
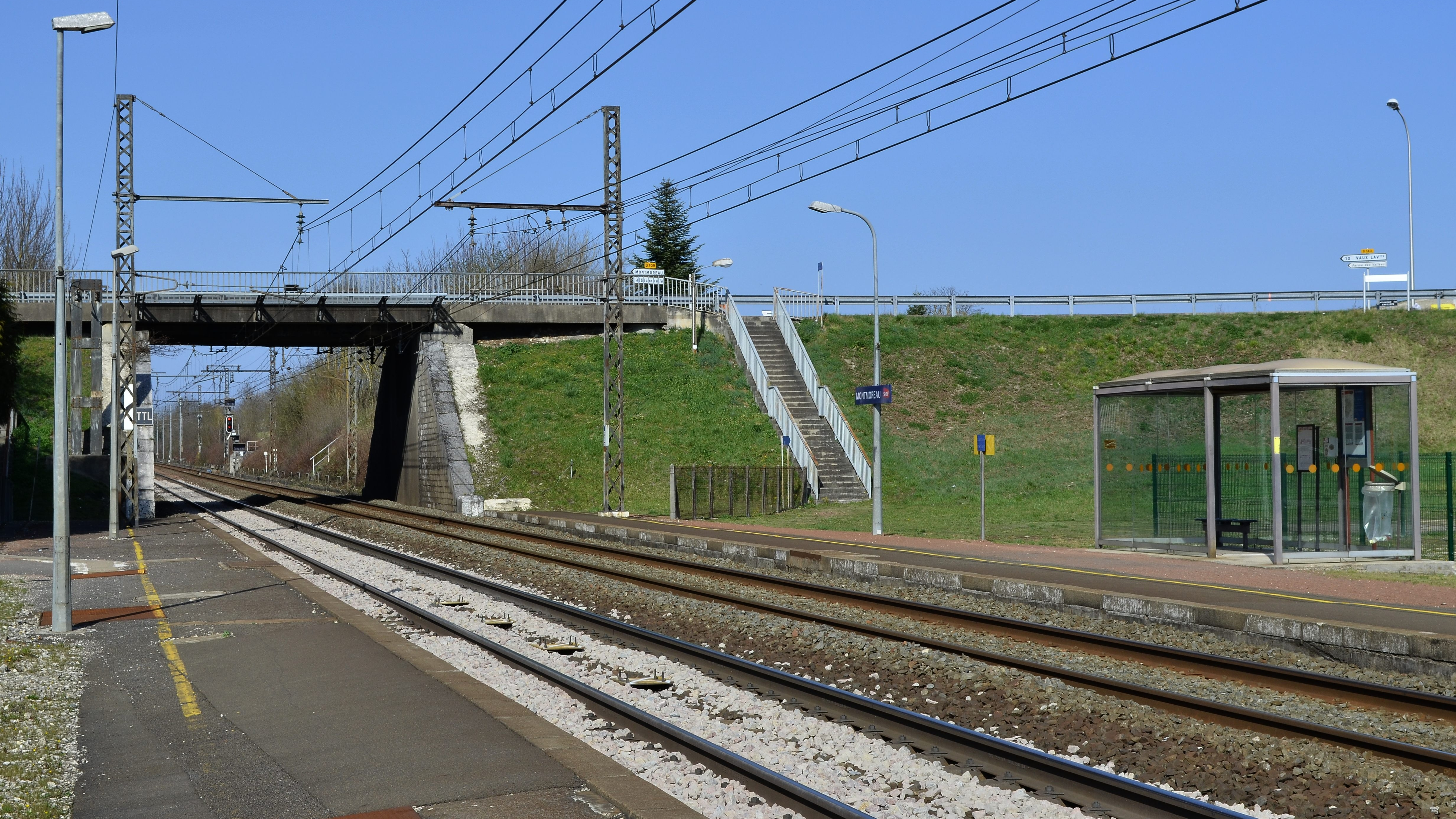
Вокзал